# Pachyserica striatipennis
Pachyserica striatipennis är en skalbaggsart som beskrevs av Moser 1908. Pachyserica striatipennis ingår i släktet Pachyserica och familjen Melolonthidae. Inga underarter finns listade i Catalogue of Life.